# Isophya staneki
Isophya staneki är en insektsart som beskrevs av Maran 1958. Isophya staneki ingår i släktet Isophya och familjen vårtbitare. Inga underarter finns listade i Catalogue of Life.